# マテュー・ラダニュー
マテュー・ラダニュー（Matthieu Ladagnous、1984年12月12日 - ）は、フランス、ポー出身の自転車競技選手。

## 経歴
2002年、ジュニア世界選手権自転車競技大会・マディソン優勝。
2004年
- 国内選手権
  - マディソン 優勝
  - 個人追い抜き優勝。

2005年、国内選手権・団体追い抜き優勝。
2006年、フランセーズ・デ・ジューと契約を結んでプロ転向
- 国内選手権・団体追い抜き優勝。

2007年
- ダンケルク4日間レース総合優勝
- ツール・ド・フランス初出場、総合112位。

2008年
- 北京オリンピック・マディソン7位。
- ブエルタ・ア・エスパーニャ初出場、総合89位。

2009年
- ラ・トロピカル・アミサ・ボンゴ総合優勝。
- ポリノルマンド優勝。

2012年
- E3・ハレルベーク 7位
- ツール・ド・フランス 第5ステージ敢闘賞

2013年
- ヘント〜ウェヴェルヘム 6位
- ロンド・ファン・フラーンデレン 5位
- ブークル・ド・ロルヌ 優勝